# Паван, Мариза
Мари́за Пава́н (итал. Marisa Pavan, настоящее имя Мари́я Луи́за Пьера́нджели итал. Maria Luisa Pierangeli; 19 июня 1932[…], Кальяри — 6 декабря 2023, Гасен[…]) — итальянская актриса, лауреат премии «Золотой глобус» в 1956 году.

## Биография
Мариза Пьеранджели родилась 19 июня 1932 года в итальянском городе Кальяри в провинции Сардиния. Её сестра-близнец Пьер Анджели (Анна Мария Пьеранджели) также была киноактрисой. Успех к ней пришёл в 1955 году после роли в фильме «Татуированная роза» по пьесе Теннесси Уильямса. Роль Розы, дочери персонажа Анны Маньяни, которую в этом фильме первоначально должна была сыграть её сестра, принесла Марисе Паван номинацию на премии «Оскар», BAFTA и «Золотой глобус» за лучшую женскую роль второго плана.
В дальнейшем Мариза Паван снялась в таких фильмах, как «Человек в сером фланелевом костюме» (1956), «Это случилось в полночь» (1957) и «Джон Пол Джонс» (1959).
В 1956 году Мариза Паван вышла замуж за французского актёра Жана-Пьера Омона, от которого родила двоих сыновей. Она также стала мачехой дочери Омона, актрисы Тины Омон. Позже они развелись, но вскоре опять вступили в брак и были вместе до его смерти в 2001 году.
Мариза Паван умерла в своём доме в Сен-Тропе, Франция, 6 декабря 2023 года в возрасте 91 года.

## Избранная фильмография
- 1952 — Какова цена славы — Николь Бушар[13]
- 1954 — Бой барабана — Тоби
- 1954 — На трёх тёмных улицах — Джули Анджелино
- 1955 — Татуированная роза — Роза Делле Розе
- 1956 — Человек в сером фланелевом костюме — Мария Монтанье
- 1957 — Это случилось в полночь — Анна Малатеста
- 1959 — Джон Пол Джонс — Эйми де Телисон
- 1959 — Соломон и царица Савская — Ависага
- 1973 — Слегка беременный — Мария Мазетти
- 1974 — Антуан и Себастьян — Матильда

## Награды
- «Золотой глобус» 1956 — «Лучшая актриса второго плана» («Татуированная роза»)